# 白河花清
白河 花清（しらかわ かすみ）は、日本のAV女優。GG所属。

## 略歴
2022年3月10日、SODクリエイトのレーベル「本物人妻」専属女優としてAVデビュー。
2022年10月、専属を離れ企画単体女優となる。
2023年9月1日 180日チャレンジと銘打って砂時計体系になることを宣言。
2024年6月26日、東京・池袋LiveinnROSA「楽演祭vol.31」にて、歌手として登壇。アイドル楽曲を歌唱した。

## 人物
- 日本一の肉体美を決める有名ボディコンテストでファイナリストに選出された経歴である[6]。
- 二人の子供の母親でもある[7]。

## 出演作品

### アダルトビデオ

#### 2022年
- 本物人妻史上最高の美貌とスタイル 身長171cm 現役グラビアモデル 奇跡の41歳 白河花清 AVDEBUT ～某ボディコンテスト受賞者～（2022年3月10日、SODクリエイト）
- 身長171cm グラビア活動もこなす奇跡の八頭身美人妻 白河花清 41歳 第2章 ハリのある尻、太腿、そして乳房… 全てを大胆に曝け出す 汗とオイルまみれで1日中ハメまくる 人妻グラビアモデル堪能SEX（2022年4月7日、SODクリエイト）
- 身長171cm グラビア活動もこなす奇跡の八頭身美人妻 白河花清 41歳 第3章 虐められるほどに感じる超ドMな性癖 初めての拘束、イラマ、乱交 ず～っとイキっぱなし潮吹き大絶頂（2022年5月12日、SODクリエイト）
- 身長171cm グラビア活動もこなす奇跡の八頭身美人妻 白河花清 41歳 第4章 「本当の息子とエッチしてるみたいで照れちゃいました」お母さんの愛で年下クン達のチ●ポを優しく包み込む甘えさせハーレム乱交（2022年6月9日、SODクリエイト）
- 身長171cm グラビア活動もこなす奇跡の八頭身美人妻 白河花清 41歳 第5章 まるで恋人のように2人きりで濃厚なザーメンを受け止める恍惚の瞬間 待望の初生中出し（2022年7月7日、SODクリエイト）
- 身長171cm グラビア活動もこなす奇跡の八頭身美人妻 白河花清 41歳 最終章 夫と子どもには嘘をついて来ました 今日だけは日常の全てを忘れたい… 中出し乱交でイキ果てた不倫温泉旅行（2022年8月11日、SODクリエイト）
- 「お義父さんやめてください…」-夫に言えない義父との姦淫- 白河花清（2022年9月8日、SODクリエイト）
- クレーム処理のため自らマネキンになった女上司～麗しのマネキン夫人外伝～ 白河花清（2022年10月11日、VENUS）
- 人妻さんいらっしゃい 僕の自宅でハメ狂った熟女さんをひっそりすべて盗撮しました。10 佳純さん/Fカップ/38才/身長178cm/足長美脚、高身長人妻OLの年下喰い 清美さん/Eカップ/43才/身長176cm/スレンダー家庭教師妻の年下喰い（2022年10月25日、お持ち帰り/熟女卍）
- パンストの誘惑 白河花清（2022年11月20日、プラネットプラス）

#### 2023年
- ガチナンパ！ 高学歴！容姿端麗！女子アナの黒歴史確定！ 生チ○ポで下品な中出しSEX 合計14発！ Vol.2（2023年1月15日、ピーターズ）
- 父の後妻が淫乱で痴女だった件。 白河花清（2023年1月20日、プラネットプラス）
- 上司の前で・・ 私の妻がヌードモデルになりました。4 白河花清（2023年1月24日、ながえスタイル）
- 美熟女ヌード観察50人（2023年1月24日、ケイ・エム・プロデュース）
- 120％リアルガチ軟派伝説 vol.114 全員中出し大成功！はんなり美女達がイキ乱れる！（2023年2月17日、プレステージ）
- 顔出しMM号 美人妻限定 ザ・マジックミラー 仲良しママ友対抗！童貞逆ナンパ射精バトル！！出会ったばかりの年下童貞を人妻が恥じらいながらも手コキ・オナホコキ・フェラ！筆おろし中出し！！（2023年2月21日、ディープス）
- 一流のおば様ナンパ セレブ美熟女中出しJAPAN35（2023年3月10日、ホットエンターテイメント）
- お尻のきれいな素人お嬢さん！絶対入れないんで、パンティ越しに股間こすり合わせてみませんか？恥ずかしいのか発情してるのか、頬は真っ赤でパンティはグチョグチョ！勝手に生チンポロリして先っぽ3cmめり込むくらいグリグリ！「あっだめっ、、入っちゃいそう…ぬぷぅっ！」（2023年3月24日、赤面女子）
- ミスコン受賞経験のある日本一の美貌とスタイルを持つ、日本一淫乱な潮吹きドM妻 奇跡の美魔女 かすみ42歳 白河花清（2023年4月1日、五十路ん）
- 素人娘の敏感勃起乳首イジり（1）（2023年4月1日、OFFICE K’S）
- 恥辱、陵●、とびっこ装着・繁華街デート！5 ～人妻編 白河花清（2023年4月11日、セレブの友）
- 「オナホ扱いして下さい。本当は下品に淫らにイキたい…」社交辞令SEXしか経験のないモデル妻のプライド崩壊イグイグゥゥゥー破廉恥不倫旅行（2023年5月1日、OFFICE K’S）
- 本気の白濁マン汁を垂れ流してイキまくる！！素人娘のおま〇こズボズボ指オナニー6（2023年5月1日、OFFICE K’S）
- セックスするなら断然、地方の人妻！ VOL.36（2023年5月2日、花と蜜）
- 人妻の花びらめくり 白河花清（2023年5月16日、人妻援護会/エマニエル）[8]
- ひとづまハメ撮りサーキュレーション 16 性欲、お金、愛情…普通の奥さんの普通じゃない欲望を暴き出す！（2023年5月26日、KANBi）
- 長身スレンダー奇跡の美熟女 AV出演 職業は●校教師（2023年6月27日、MERCURY）
- 本物人妻レーベルからデビューした奥様たちが1本限りの同窓会 本物人妻3人が豪華共演！旦那に内緒の温泉旅行で酒池肉林の大乱交（2023年7月6日、SODクリエイト）
- 熟母25 ～息子にせがまれて身体を許してしまった母～ 白河花清（2023年7月25日、ながえスタイル）
- 禁断介護 白河花清（2023年8月15日、グローリークエスト）
- JOI 私の前でしか精子出しちゃダメッ ちんシコ誘惑サポート 一緒にオナニーしよっ（2023年8月15日、プリモ）
- 手コキしながら雑魚チ●ポって言えますか？簡単バイトに応募してきた罵り初体験の赤面お嬢さん12名（2023年9月26日、うさぎ/妄想族）
- 嫁の母と俺の父 白河花清（2023年11月14日、タカラ映像）
- セクハラママさんバレー! 7 ハイレグブルマ姿の人妻9人が挑む過酷なエロトレーニング（2023年12月5日、かぐや姫Pt/妄想族）
- NTRビデオ 後輩のスマホを勝手に見たら、僕の最愛の妻が中出しされてる動画が大量に保存してあった 白河花清（2023年12月5日、ミセスの素顔/エマニエル）
- 縄に寝取られた美容師妻 白河花清（2023年12月19日、ドグマ）

#### 2024年
- ノーハンドフェラは奴●の証！10 手を使わずにフェラチオする11人の素人娘（2024年1月2日、かぐや姫Pt/妄想族）
- 綺麗な近所の奥さんが 白河花清（2024年1月9日、タカラ映像）
- パパママ頑張れ！！ 仲良し家族対抗ぬるぬるローションハメハメ合戦2023 個性派家族たちの異種混合本気バトル 体格・お〇んぽ捌き・ヌルテクを制して優勝賞金100万円を勝ち取れ！（2024年1月11日、SODクリエイト）
- 素人娘の全裸図鑑33 今時の女の子12名が恥らいながら脱衣していく様子をじっくり撮影した、変態紳士のためのヘアヌードコレクション（2024年1月23日、かぐや姫Pt/妄想族）
- 「えっ！おばさんの私が？！」我が子の前で痴●され必死に抵抗するも愛液を垂れ流し絶頂が止まらない巨尻母VOL.2（2024年2月22日、DANDY）
- ドマゾ人妻のお下劣セックス 白河花清（2024年3月14日、センタービレッジ）
- 憧れの高身長デカ尻ママと、会って4秒で即ハメ中出しを繰り返してしまった低身長絶倫エロガキな僕。 白河花清（2024年4月2日、グローリークエスト）
- 借金夫婦 妻を他人に抱かせました。10 ～荒れ狂う男たちとの地獄の共同生活～ 白河花清（2024年4月23日、ながえスタイル）
- おま●この形状まるわかり！薄いパンツの上からマン汁ぬるぬる透けオナニー 11（2024年5月21日、かぐや姫Pt/妄想族）
- お義母さん、にょっ女房よりずっといいよ… 白河花清（2024年5月28日、タカラ映像）
- キミの閉経前の卵子に何度も射精して、赤ちゃん孕ませてあげるね～ある人妻と大学生の4か月間孕ませ不倫記録～小山市在住43歳 一児の母 パート勤務（2024年8月8日、SODクリエイト）
- やっぱりシングルマザーが最高にいいや… 白河花清（2024年8月13日、タカラ映像）
- 【個撮】どこでもフェラ16 11人（2024年8月20日、かぐや姫Pt/妄想族）
- 憧れの女上司と 白河花清（2024年9月24日、タカラ映像）
- マジックミラー号 「性欲が抑えられなくて困っている男性の悩みを聞いてくれませんか？」セックスレスな人妻に18cmのギン勃ちペニスを見せつけて膣穴を濡れ濡れにさせて恍惚ナマSEX（2024年10月10日、SODクリエイト）
- 美熟女の足裏をふやけるまで舐めたい！ 白河花清（2024年10月24日、レイディックス）
- 絶叫！悶絶！ポルチオ開発！子宮の奥にある奥の奥でイク女11 白河花清（2024年11月26日、セレブの友）
- 快楽求めてオナニー三昧！動かぬ体で絶頂艶舞！4 クネる淫体14選！（2024年12月10日、セレブの友）
- たびじ 母と子のふたり旅 白河花清（2024年12月24日、タカラ映像）
- ヤバイほど極限まで乱れ狂った「アヘ顔絶頂」オナニー Vol.2（2024年12月24日、セレブの友）
- 凄テクで男を飼い慣らす女はこの世に存在する4 白河花清（2024年12月24日、セレブの友）

#### 2025年
- 人妻レズ覚醒 ～仲良し夫婦のスワッピングから始まる人妻同士のレズSEX！！～（2025年1月7日、U＆K）
- スタイル抜群の人妻と中出し不倫 まる一日とびっこ浜辺でデート 白河花清（2025年2月11日、セレブの友）
- 誰か来たらどうするの…？狭いトイレで濃厚密着レズ愛撫（2025年2月18日、U＆K）
- ワキ舐めワキ発射（2025年2月25日、稀（まれ）/妄想族）
- 妻友 いきなりナマがいい 白河花清（2025年3月11日、タカラ映像）
- オマ〇コ全開！！ド淫乱ガニ股オナニー ～下品な腰使いを見せつけ絶頂する15人の女達～（2025年3月11日、セレブの友）
- 時間を止められる男は実在した！～死の淵から帰って来た男 白衣の天使にお礼の種付けファック 病院占拠SP～（2025年3月20日、SODクリエイト）
- 【特典版】時間を止められる男は実在した！～死の淵から帰って来た男 白衣の天使にお礼の種付けファック 病院占拠SP～（2025年3月20日、SODクリエイト）
- 女の花園～長身レズビアンエステ～ 辻井ほのか 白河花清（2025年3月25日、セレブの友）
- したがり温泉旅行 白河花清（2025年4月15日、人妻援護会/エマニエル）
- 「立ちんぼ妻」 B級熟女 かすみ40歳（2025年4月15日、有閑ミセス/エマニエル）
- 腰をグラインドさせながらイキ狂い！『ディルドオナニー』（2025年5月27日、セレブの友）
- 涙のノンストップ激イカせSEX57 白河花清（2025年6月24日、セレブの友）

#### 総集編
- 四十路・五十路スレンダー熟女に中出し12人 （2023年11月20日、プラネットプラス）
- パンスト越しの感触がたまらない！？美脚美女の足コキ14人（2023年12月26日、ケイ・エム・プロデュース）
- 突き出すお尻に激ピストン！バック三昧！4時間56人（2024年1月30日、ケイ・エム・プロデュース）

### 配信のみ
- 長身スレンダー奇跡の美熟女 AV出演 職業は●校教師（2023年6月27日、MERCURY（マーキュリー））
- マミ 貪欲人妻のママ活（2024年1月14日、素人ギャラリー）
- リサ W不倫（2024年6月10日、素人ギャラリー）

"*キ★配信限定！特典映像付★絶叫！悶絶！ポルチオ開発！子宮の奥にある奥の奥でイク女11 白河花清（2024年8月8日、	セレブの友）"
- 貪欲人妻のママ活・3本セットpart001（2024年8月13日、素人ギャラリー）
- おばさまたちの年季の入った口淫奉仕 美熟女フェラ3 美熟女9名（2024年11月18日、ホットエンターテイメント）
- マミ 密室タクシードライバー （GTAXD-074）（2024年12月10日、ギャラリー）
- 【長身美脚リアルママ】モデル体型アラフォー妻42歳。3年ぶりのセックスで性欲解放 美顔美乳美脚の最強アラフォー妻鬼イキアクメ生中出し！！（2024年12月26日、HMN WORKS）
- ゆかり 嫌な顔されながらおパンツ買い取りたい（2025年2月25日、ギャラリー）
- お尻のきれいな素人お嬢さん！絶対に入れないんで、パンティ越しに股間擦り合わせてみませんか？恥ずかしいのか発情してるのか、頬は真っ赤でパンティはグチョグチョ！勝手に生チンポロリして3cmめり込むくらいグリグリ！かすみさんみずきさん（2025年5月16日、俺の素人-Z- SECOND IMPACT）

### web配信

#### FANZA
- 白河さん（2023年3月1日、Cullet）
- かすみさん（2023年3月12日、俺の素人-Z-）
- マミ（2024年1月14日、素人ギャラリー）
- リサ（2024年6月10日、素人ギャラリー）
- かすみさん（2024年7月11日、JYUKU RICH）
- マミ 2（2024年12月9日、素人ギャラリー）
- かすみ（2024年12月25日、ハメドリネットワークSecondEdition）
- ゆかり（2025年2月24日、素人ギャラリー）

#### MGS動画
- 【母になってもヤりたい盛り】「女として見て欲しくって…」平凡な日常に飽きた主婦が刺激を求めてAV応募！42歳、二児の母とは思えぬ抜群のプロポーション…美しい肉体をくねらせながら痙攣絶頂。奥さん、そんな欲しそうな目で見られたらイっちゃうって、、、！！！（2022年11月17日、0）
- 美魔女系人妻女子アナ ご無沙汰チ○ポアクメ連発 名器中出し×2（2023年1月20日、0）
- かすみさん（2023年3月12日、俺の素人-Z-）
- 喘ぎ声は物静かで39イキ！長身&スリムなモデル体系バツイチ再婚奥様 かすみさん44歳（2023年3月31日、JYUKU RICH）
- 白河絵里子 1（2023年4月9日、舞ワイフ）
- 白河絵里子 2（2023年4月10日、舞ワイフ）
- おばさまたちの年季の入った口淫奉仕 美熟女フェラ 3 美熟女9名（2023年4月30日、ホットエンターテイメント）
- マミ（2024年1月14日、素人ギャラリー）
- リサ（2024年6月16日、）
- 貪欲人妻のママ活・3本セットpart001（2024年8月31日、素人ギャラリー）
- 【長身美脚リアルママ】モデル体型アラフォー妻42歳。3年ぶりのセックスで性欲解放 美顔美乳美脚の最強アラフォー妻鬼イキアクメ生中出し！！（2024年12月27日、ハメドリネットワークSecondEdition）
- 【ゆかり 嫌な顔されながらおパンツ買い取りたい（2025年2月25日、0）
- お尻のきれいな素人お嬢さん！絶対に入れないんで、パンティ越しに股間擦り合わせてみませんか？恥ずかしいのか発情してるのか、頬は真っ赤でパンティはグチョグチョ！勝手に生チンポロリして3cmめり込むくらいグリグリ！ かすみさん みずきさん（2025年5月16日、俺の素人-Z- SECOND IMPACT）

#### fc2
- ミスコン受賞経験のある日本一の美貌とスタイルを持つ、日本一淫乱な潮吹きドM妻 奇跡の美魔女 かすみ42歳 白河花清（2023年4月25日、OFFICE_K'S）
- 「オナホ扱いして下さい。本当は下品に淫らにイキたい…」社交辞令SEXしか経験のないモデル妻のプライド崩壊イグイグゥゥゥー破廉恥不倫旅行（2023年5月31日、OFFICE_K'S）
- 個撮)【高身長】スレンダー美人妻【大粒勃起乳首】上品な容姿で下品なねっとりフェラチオ【口内発射】（2024年3月15日、【フェラチオハンター】りょう）

### イメージDVD
- Kasumi Secret lover・白河花清（2022年8月4日、Rebecca）

## 出演

### YouTube
2022年
- 【171cm】某ボディコンテストでファイナリストから△▽女優デビュー!!（6月2日、△▽女優に聞いてみた）
- 【白河困惑】星空もあによる“2次元での抜き方講座”（6月14日、△▽女優に聞いてみた）
- 【ホストとは無縁の女性を店売１億を誇る男たちが本気で落とす】彼女昇格一歩手前の女性を口説くホストの必勝テクニックとは【バズRHYTHMブサイク】（7月13日、HOST-TV）
- 【ホスト×セクシー女優の同棲生活を覗き見】人妻の流石すぎる料理テクに売れっ子ホスト悶絶。【RHYTHM】（7月26日、HOST-TV）
- 【彼女の手料理に難癖つけるホスト】彼氏力皆無。女心を全然理解出来てないホストと同棲したらこうなりました。【バズRHYTHMブサイク】（8月6日、HOST-TV）
- 【白河花清&大河まりあ】“奇跡の42歳”白川花清ちゃんとコスプレと登山が趣味な大河まりあちゃん登場!（8月10日、夢幻MAX TV）
- △▽女優本人にファンザの作品レビュー見てもらったら...【白河花清】【FANZA】（9月6日、△▽女優に聞いてみた）
- Fantiaで何を販売してるのかA○女優本人に聞いてみた（9月17日、△▽女優に聞いてみた）

### イベント
- 楽演祭 vol.21 ハロウィーンスペシャル（2022年10月26日、池袋LIVE INN ROSA）
- 楽演祭 vol.27（2023年10月25日、池袋LIVE INN ROSA）[9]
- 楽演祭 vol.33（2024年10月30日、池袋LIVE INN ROSA）[10]

### デジタル写真集
- 白河花清『パンストの誘惑』（2022年11月20日、プラネットプラス）
- Kasumi Secret lover・白河花清（2022年12月28日、Rebecca）
- 白河花清『父の後妻が淫乱で痴女だった件。』（2023年1月20日、プラネットプラス）
- 身長171cm 現役グラビアモデルの美人妻・奇跡の41歳 白河花清The BEST vol.1（2023年5月26日、ソフト・オン・デマンド）
- 身長171cm 現役グラビアモデルの美人妻・奇跡の41歳 白河花清The BEST vol.2（2023年6月23日、ソフト・オン・デマンド）
- 本物人妻レーベルからデビューした奥様たちが1本限りの同窓会 本物人妻3人が豪華共演！旦那に内緒の温泉旅行で酒池肉林の大乱交【電子書籍版】（2023年7月6日、ソフト・オン・デマンド）
- Gカメ 白河花清 1st （2024年11月5日、Kindle）
- Gカメ 白河花清 2nd （2024年11月5日、Kindle）

## 掲載

### 雑誌
- 週刊ポスト 2022年2月4日号（小学館） - 袋とじ「奇跡の41歳 白河さん スポーツブラを脱いだ私」
- 月刊ソフト・オン・デマンド 5月号 VOL.32（ソフト・オン・デマンド） - インタビュー「注目娘インタビュー」
- 週刊アサヒ芸能 2022年8月11日号（徳間書店） - グラビア「抱きたい42歳」
- 月刊ソフト・オン・デマンド 10月号 VOL.37（ソフト・オン・デマンド） - グラビア「白河花清グラビア」
- 週刊アサヒ芸能  2022年11月10日号（徳間書店） - インタビュー「AV熟女 私の運命を変えた激烈この1作」
- 週刊アサヒ芸能 2022年12月8日号（徳間書店） - グラビア（袋綴じ）「四十路の母性」
- 週刊アサヒ芸能  2023年2月16日号（徳間書店） - グラビア 「四十路奥さまが脱いでもエロすぎた！！」
- 週刊実話 2023年3月23日号（日本ジャーナル出版） - グラビア（袋綴じ）「42歳の人妻が脱いだ！！ 昼顔の女」
- 週刊アサヒ芸能  2023年7月13日号（徳間書店） - グラビア 「年上おんなは好きですか？」
- 週刊アサヒ芸能  2023年7月27日号（徳間書店） - グラビア 「DVD連動グラビア!!人気美女優10人の熱帯BODY 魅惑のサマーヌード」
- 週刊実話 2023年8月10日号（日本ジャーナル出版） - グラビア（袋綴じ）「四十路妻と浴衣不倫デート！！抱いてちょうだい」
- 週刊大衆 2023年11月27日号（双葉社） - インタビュー 「専業主婦100人インタビュー 私がハマった不倫沼SEX」
- 週刊アサヒ芸能  2024年2月8日号（徳間書店） - グラビア（袋綴じ）「43歳キックバック妻 ふしだらな淫情」
- 週刊実話 2024年6月27日号（日本ジャーナル出版） - グラビア（袋綴じ）「白昼密会」
- 週刊実話 2024年12月26日号（日本ジャーナル出版） - グラビア（袋綴じ）「ホテル密会」